# لدی‌پاسویر
لدی‌پاسویر (انگلیسی: Ledipasvir) دارویی برای درمان هپاتیت ث است که توسط گیلیاد ساخته شده است. پس از تکمیل فاز III کارآزمایی‌های بالینی، در ۱۰ فوریه ۲۰۱۴، گیلیاد برای تأیید قرص ترکیبی با دوز ثابت لدی‌پاسویر/سوفوسباویر برای ژنوتیپ ۱ هپاتیت ث، درخواست تأیید به ایالات متحده داد. این دارو می‌تواند برای درمان بیماران دارای ژنوتیپ 1a یا 1b بدون PEG-اینترفرون یا ریباویرین استفاده شود.
لدی‌پاسویر یک مهارکننده NS5A، یک پروتئین ویروس هپاتیت ث است.
داده‌های ارائه‌شده در بیستمین کنفرانس رتروویروس‌ها و عفونت‌های فرصت‌طلب در مارس ۲۰۱۳ نشان داد که رژیم سه‌گانه مهارکننده آنالوگ نوکلئوتیدی سوفوسباویر، لدی‌پاسویر، و ریباویرین، ۱۲ هفته پس از درمان پاسخ ویروسی پایدار (SVR12 درصد برای هر دو) ایجاد کرد. بیمارانی که قبلاً تحت درمان قرار نداشتند و قبلاً با ژنوتیپ 1 HCV پاسخ نداده بودند. ترکیب ترکیبی سوفوسباویر/لدی‌پاسویر با و بدون ریباویرین در حال آزمایش است. در فوریه ۲۰۱۴، گیلیاد برای تأیید درمان خوراکی لدی‌پاسویر/سوفوسباویر، بدون اینترفرون و ریباویرین، از سازمان غذا و داروی ایالات متحده (FDA) درخواست داد.

در ۱۰ اکتبر ۲۰۱۴ FDA محصول ترکیبی لدی‌پاسویر/سوفوسباویر به نام Harvoni را تأیید کرد.

## مصارف پزشکی
لدی‌پاسویر بیشتر در ترکیب با سوفوسباویر برای درمان در بیماران هپاتیت ث مزمن ژنوتیپ ۱ استفاده می‌شود. این دارو در بیمارانی که در درمان ساده و با تجربه هستند، آزمایش شده و اثربخشی خود را نشان داده است.

## اثرات نامطلوب
طبق آزمایش‌های بالینی، لدی‌پاسویر/سوفوسباویر به خوبی تحمل شده است و شایع‌ترین عوارض جانبی آن خستگی و سردرد است.

## تداخل دارویی
بیشتر تداخلات دارویی و دارویی با هاروونی شامل القاکننده‌های Pgp مانند گل راعی یا ریفامپیسین است. مصرف همزمان باعث کاهش غلظت خونی هاروونی و در نتیجه کاهش اثرات درمانی می‌شود.

## مکانیسم عمل
لدی‌پاسویر یک فسفوپروتئین ویروسی مهم، NS5A را که در تکثیر، مونتاژ و ترشح ویروس نقش دارد را مهار می‌کند.
از سوی دیگر، سوفوسباویر به یک تقلید تری فسفات یوریدین متابولیزه می‌شود، که وقتی توسط پلیمراز NS5B به RNA ترکیب می‌شود، به عنوان یک پایان‌دهنده زنجیره RNA عمل می‌کند.